# Заболотна Марфа Трохимівна
Заболотна Марфа Трохимівна (нар. 23 листопада 1926, село Івашківці, тепер Шаргородського району Вінницької області — 5 грудня 2000, село Івашківці, тепер Шаргородського району Вінницької області) — ланкова колгоспу «Праця» Шаргородського району Вінницької області. Герой Соціалістичної Праці (16.02.1948).